# Тайський сонячний календар
Тайський сонячний календар — офіційний і найпоширеніший календар в Таїланді. Він був введений Чулалонгкорном у 1888 році, замінивши тайський місячний календар.
Літочислення ведеться за буддистською ерою (тай. พุทธศักราช) (б. е.), котра почалася 543 роками раніше, ніж християнська ера, тому, наприклад, 2013 рік нашої ери за Григоріанським календарем буде 2556 роком б. е.

## 12місяців
| Український варіант | Тайський варіант | Скор. | Латинська транскрипція | Українська транскрипція | знак зодіаку |
| ------------------- | ---------------- | ----- | ---------------------- | ----------------------- | ------------ |
| Січень              | มกราคม           | ม.ค.  | makarakhom             | макаракхом              | Козерог      |
| Лютий               | กุมภาพันธ์          | ก.พ.  | kumphaphan             | кумпхапхан              | Водолій      |
| Березень            | มีนาคม            | มี.ค.  | minakhom               | мінакхом                | Риби         |
| Квітень             | เมษายน           | เม.ย. | mesayon                | месайон                 | Овен         |
| Травень             | พฤษภาคม          | พ.ค.  | pruetsaphakhom         | пхрисапхакхом           | Тілець       |
| Червень             | มิถุนายน           | มิ.ย.  | mithunayon             | мітхунайон              | Близнюки     |
| Липень              | กรกฎาคม          | ก.ค.  | karakadakhom           | каракадакхом            | Рак          |
| Серпень             | สิงหาคม           | ส.ค.  | singhakhom             | сінгхакхом              | Лев          |
| Вересень            | กันยายน           | ก.ย.  | kanyayon               | кан'йайон               | Діва         |
| Жовтень             | ตุลาคม            | ต.ค.  | tulakhom               | тулакхом                | Терези       |
| Листопад            | พฤศจิกายน         | พ.ย.  | pruetsachikayon        | пхрисатхікайон          | Скорпіон     |
| Грудень             | ธันวาคม           | ธ.ค.  | thanwakhom             | тханвакхом              | Стрілець     |

## 7днів тижня
| Український варіант | Тайський варіант | Латинська транскрипція | Українська транскрипція | Колір        | Санскрит   | Планета  |
| ------------------- | ---------------- | ---------------------- | ----------------------- | ------------ | ---------- | -------- |
| Неділя              | วันอาทิตย์          | wan athit              | ван атхіт               | червоний     | Сур'я      | Сонце    |
| Понеділок           | วันจันทร์           | wan chan               | ван тьан                | жовтий       | Чандра     | Місяць   |
| Вівторок            | วันอังคาร          | wan angkhan            | ван ангкхан             | рожевий      | Мангала    | Марс     |
| Середа              | วันพุธ             | wan phut               | ван пхут                | зелений      | Будха      | Меркурій |
| Четвер              | วันพฤหัสบดี         | wan pharuehat (sabodi) | ван пхарихат (сабоді)   | помаранчевий | Бріхаспаті | Юпітер   |
| П'ятниця            | วันศุกร์            | wan suk                | ван сук                 | блакитний    | Шукра      | Венера   |
| Субота              | วันเสาร์           | wan sao                | ван сау                 | фіолетовий   | Шані       | Сатурн   |